# Gladys Anslow
Gladys Amelia Anslow (Springfield, 22 de mayo de 1892-Brookline, 31 de marzo de 1969) fue una física estadounidense que se desempeñó como profesora en el Smith College. Fue la primera mujer en trabajar con el ciclotrón en la Universidad de California en Berkeley.

## Biografía

### Primeros años
Nació en Springfield, Massachusetts, hijo de John Anslow y Ella Iola Leonard. Asistió al Springfield Central High School y entró en Smith College en 1909. Mientras estudiaba en Smith College, fue miembro de la Sociedad Matemática y se desempeñó como vicepresidenta del club de física. En su segundo año, eligió centrarse en física con Frank Allan Waterman. Después de graduarse con una licenciatura en 1914, fue nombrada demostradora del Departamento de Física y luego asistente en física. En 1916 comenzó sus estudios de posgrado en física avanzada con la profesora Janet T. Howell, tomando el curso de espectroscopia. Howell le presentó el nuevo espectrógrafo de rejilla Rowland adquirido por Smith College para investigar los espectros de emisión del radio, lo que dio como resultado la tesis de Anslow "Evidencia espectroscópica para la teoría electrónica de la materia". Se graduó en 1917 con su maestría en artes. Después de su graduación, fue nombrada instructora de física en Smith College para reemplazar a Howell.

### Carrera
Obtuvo un doctorado por la Universidad Yale en 1924 y al graduarse regresó a Smith como profesor asociado, alcanzando el puesto de profesor titular en 1930. En 1940, se convirtió en directora de estudios de posgrado, seguido de profesora de la Fundación Gates en 1946 y profesora emérita en 1960.
Fue la primera mujer que trabajó con el ciclotrón en la Universidad de California en Berkeley, colaboró con la física de Smith, Dorothy Wrinch, en un "estudio espectroquímico de moléculas de proteínas para la eventual producción de alimentos sintéticos y drogas" bajo una subvención de la Oficina de Investigación Naval. Durante la Segunda Guerra Mundial, fue nombrada jefe de la sección de comunicaciones e información en la Oficina de Investigación y Desarrollo Científicos (antes Comité de Investigación de Defensa Nacional), que controlaba el flujo de información clasificada hacia la comunidad de investigadores.
Falleció el 31 de marzo de 1969 en Brookline, Massachusetts, a la edad de 76 años. Sus artículos se encuentran en las bibliotecas del Smith College.

### Honores
Por su trabajo durante la guerra recibió el Certificado al Mérito del Presidente en 1948, siendo una de los tres únicos educadores honrados con este honor. Fue elegida miembro de la Sociedad Estadounidense de Física en 1936 y miembro de la Academia Estadounidense de Artes y Ciencias en 1955.